# Водяницька Галина Володимирівна
Галина Володимирівна Водяницька (рос. Водяницкая Галина Владимировна; 26 серпня 1918, Харків — 13 липня 2007, Москва) — радянська актриса театру і кіно. Лауреат Сталінської премії I ступеня (1946).

## Біографія
Народилася 26 серпня 1918 року в Харкові. Дочка відомих вчених-біологів Володимира Олексійовича Водяницького і Ніни Василівни Морозової-Водяницької.
У 1936—1939 роках вчилася в МДУ.
У 1944 році закінчила акторський факультет ВДІКу.
Після успіху фільму «Зоя», де Водяницька грала роль комсомолки Зої Космодем'янської, вона була в складі першої радянської делегації на Каннському фестивалі.
У 1946—1947 роках — актриса Театру імені Ленінського комсомолу.
У 1950—1951 роках — актриса Ленінградського театру комедії; потім — Театру-студії кіноактора.
З 1964 року — режисер дубляжу іноземних стрічок російською мовою.
Перший чоловік (1943-1946) — кінорежисер Ілля Абрамович Фрез; другий чоловік — Васильєв Сергій Дмитрович; третій чоловік — кінорежисер Арнштам Лев Оскарович.
Г. В. Водяницька померла 13 липня 2007 року. Похована в Москві на Новодівичому кладовищі (ділянка № 8).

## Фільмографія
- 1941: «Ми чекаємо вас з перемогою» / Мы ждём вас с победой (к/м) — дівчина
- 1944: «Зоя» / Зоя — Зоя Космодем'янська
- 1956: «Круті Горки» / Крутые горки — Анна
- 1957: «Його час настане» / Его время придёт — Анна Павлівна, хазяйка салону
- 1958: «У дні Жовтня» / В дни Октября — американська журналістка Луїза Браянт
- 1964: «Легке життя» / Лёгкая жизнь — викладачка
- 1971: «Лаутари» / Лаутары — циганка Лянка в старості

## Нагорода
- Сталінська премія I ступеня (1946) — за виконання головної ролі у фільмі «Зоя» (1944)